# Xã Deerfield, Quận Kearny, Kansas
Xã Deerfield (tiếng Anh: Deerfield Township) là một xã thuộc quận Kearny, tiểu bang Kansas, Hoa Kỳ. Năm 2010, dân số của xã này là 879 người.